# Jan Jakubczyk
Jan Antoni Jakubczyk, ps. „Olcha” (ur. 6 lipca 1909 w Lipiu, zm. 6 marca 1992 tamże) – podoficer Armii Krajowej w Obwodzie Grójec-„Głuszec”, dowódca jednej z trzech drużyn AK w Lipiu. W okresie konspiracyjnym brał udział w akcjach dywersyjnych oraz odbiorze i ochronie zrzutów zaopatrzenia oraz broni z Londynu na polu zrzutowym „Lichtarz 423” w Machnatce.

## Życiorys
Był synem Antoniego Jakubczyka i Zofii z domu Sakowskiej. Uczęszczał do Gimnazjum Wojciecha Górskiego w Warszawie, gdzie ukończył cztery klasy szkoły gimnazjalnej. W listopadzie 1936 roku poślubił Leokadię Lewandowską, z którą miał dwie córki i trzech synów (w tym Dariusza, działacza Solidarności). Przed wybuchem drugiej wojny światowej pełnił funkcję strażnika granicznego na placówce straży celnej w Zaleszczykach na granicy polsko-rumuńskiej.
W okresie wojennym wstąpił do Armii Krajowej w Obwodzie Grójec-„Głuszec”. Pełnił rolę dowódcy jednej z trzech drużyn Ośrodka VIII Lipie w obwodzie grójeckim, które przeprowadzały działania konspiracyjne przeciwko okupantowi. W nocy z 26 na 27 marca 1944 roku dowodził dziewięcioosobowym pododdziałem w zbiorowej akcji Armii Krajowej w obwodzie grójeckim mającej na celu odbicie kapitana Macieja Gabały (ps. „Marek”) z więzienia gestapo w Grójcu, wówczas znajdującym się w gmachu „Caritas”. 16 września tego samego roku uczestniczył w akcji, której zadaniem było zlikwidowania polskiego konfidenta odpowiedzialnego za dostarczenie władzom hitlerowskim listy kombatantów i działaczy AK w Błędowie. Członkom akcji komendant obwodu kapitan Dionizy Rusek (ps. „Halny”) udzielił pochwały za jej wzorowe przeprowadzenie.

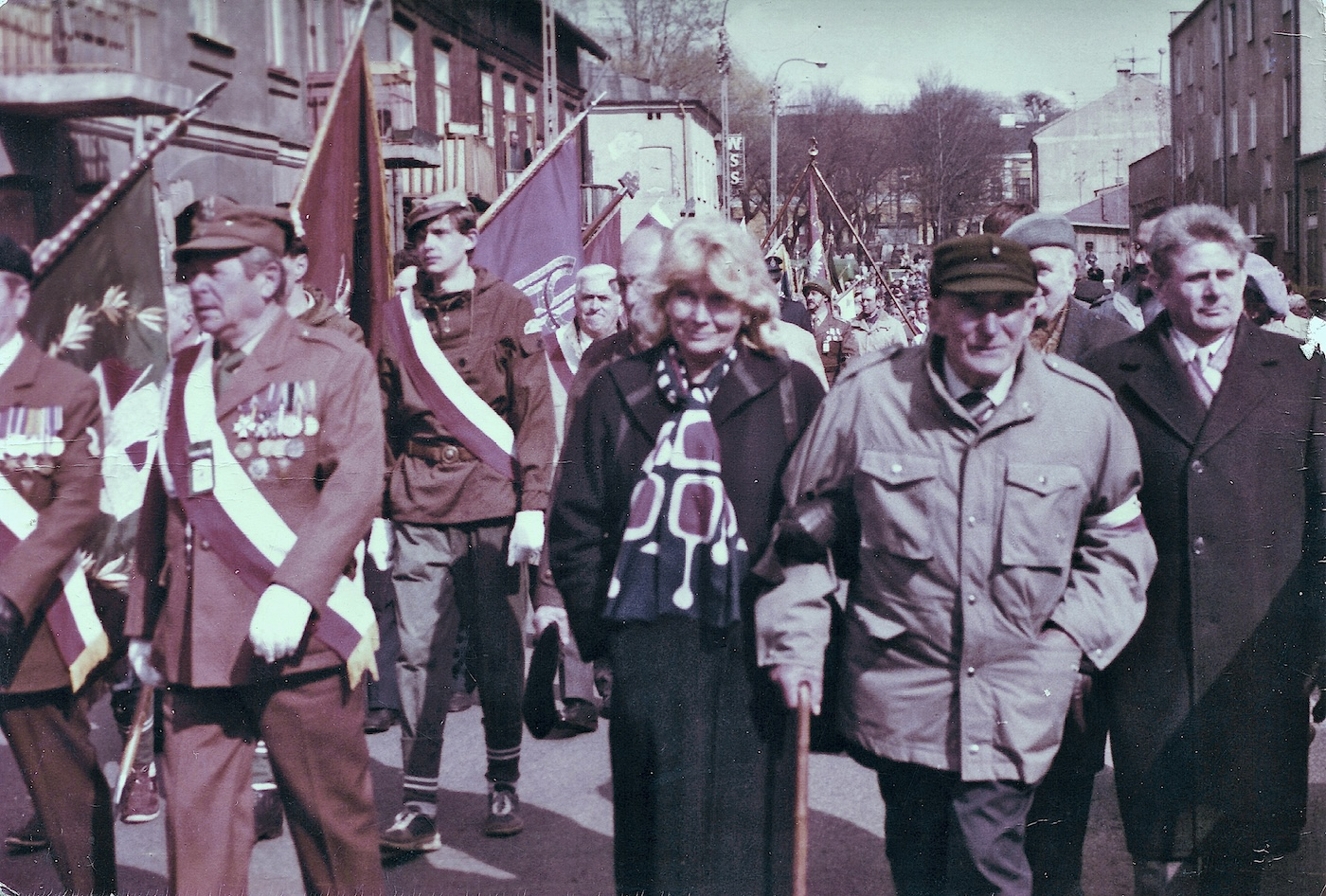
Jan Jakubczyk (drugi od prawej) z córką Barbarą podczas obchodów rocznicy ataku na „Caritas”.

W styczniu 1945 roku został aresztowany przez NKWD za działalność partyzancką po donosie sąsiada Krzyżanowskiego. Zwolniony po paru tygodniach wrócił do działalności rolniczej w Lipiu. Rutynowo przesłuchiwany i prześladowany przez władze komunistyczne, w tym także w Pałacu Mostowskich w Warszawie, aż do 1956 roku. Po wojnie aktywny również jako członek zarządzu Ochotniczej Straży Pożarnej w Lipiu. Uczestniczył w obchodach czterdziestej rocznicy ataku na więzienie gestapo w Grójcu (tzw. „Caritas”). Zmarł 6 marca 1992 roku w Lipiu, pochowany na tamtejszym cmentarzu parafialnym wraz z innymi członkami rodziny.

## Ordery i odznaczenia
- Krzyż Armii Krajowej (nr. legitymacji 30323, odznaczony na wniosek por. Józefa Bruskiego (ps. „Wojciech”).[5])
- Krzyż Partyzancki.
- Medal Zwycięstwa i Wolności 1945.
- Odznaka „Weteran Walk o Wolność i Niepodległość Ojczyzny”.[6]